# چارلز میلز
چارلز میلز (انگلیسی: Charles Drury; ۱۷ مهٔ ۱۹۱۲ – ۱۲ ژانویهٔ ۱۹۹۱) وکیل، و سیاستمدار اهل کانادا بود.
وی همچنین برندهٔ جوایزی همچون نشان افسری کانادا شده‌است.